# Municipio de Perry (condado de Davis)
El municipio de Perry (en inglés: Perry Township) es un municipio ubicado en el condado de Davis en el estado estadounidense de Iowa. En el año 2010 tenía una población de 311 habitantes y una densidad poblacional de 4,12 personas por km².

## Geografía
El municipio de Perry se encuentra ubicado en las coordenadas 40°46′50″N 92°20′36″O / 40.78056, -92.34333. Según la Oficina del Censo de los Estados Unidos, el municipio tiene una superficie total de 75.5 km², de la cual 75,27 km² corresponden a tierra firme y (0,31 %) 0,23 km² es agua.

## Demografía
Según el censo de 2010, había 311 personas residiendo en el municipio de Perry. La densidad de población era de 4,12 hab./km². De los 311 habitantes, el municipio de Perry estaba compuesto por el 100 % blancos. Del total de la población el 0,32 % eran hispanos o latinos de cualquier raza.